# الأكمة (إب)

تعديل مصدري - تعديل

الأكمة هي إحدى قرى عزلة بني مدسم بمديرية إب التابعة لمحافظة إب، بلغ تعداد سكانها 263 نسمة حسب تعداد اليمن لعام 2004.